# Un Actor Malo
Un Actor Malo es una película mexicana dramática de 2024 escrita y dirigida por Jorge Cuchí. Protagonizado por Fiona Palomo y Alfonso Dosal. La película sigue el caos resultante en una producción cinematográfica después de que una actriz denuncia a su compañero de reparto de violarla durante el rodaje de una escena sexual.
Un Actor Malo se estrenó el 3 de noviembre de 2023 en el Tallinn Black Nights Film Festival, y fue estrenada en cines mexicanos el 4 de abril de 2024. La película obtuvo 3 nominaciones a los Premios Ariel en su edición 67°: Mejor Película, Mejor Actriz, y Mejor Actor.

## Argumento
Daniel Zavala (Alfonso Dosal) y Sandra Navarro (Fiona Palomo) protagonizan una película próxima a estrenarse donde deben realizar una escena de cama. La escena sale mal después de que Sandra no puede continuar actuando. Al revisar la toma, Sandra rompe a llorar y pide ayuda a Regina, la asistente de dirección (Karla Coronado) y Ximena, la vestuarista (Patricia Soto); afirma que Daniel la violó durante la toma y planea denunciarlo. Al consultarlo con Gerardo, el director (Gerardo Trejoluna), este inicialmente minimiza el hecho y confronta a Daniel, quien afirma que Sandra está mintiendo.
Cada una de las partes llama a un abogado y durante el intercambio Sandra es cuestionada constantemente sobre porque no grito o se defendió, tras informar a Mónica, la productora (Mónica Jiménez) de la situación se detiene el rodaje afirmando que Sandra presenta síntomas de COVID-19 para evitar el escándalo.
La abogada de Daniel (Ana Karina Guevara) cuestiona la denuncia de Sandra y consigue que hable con Daniel en privado. Durante la plática, Daniel admite a Sandra que la violó al creer que ella quería eso e intenta manipularla para que no lo denuncie.
Después de que el abogado de Sandra (Juan Pablo de Santiago) le informa que la pena por violación en México es de 10 a 17 años, Ximena publica en internet la toma del abuso a modo de justicia por la baja condena que recibiría Daniel. El escándalo estalla y grupos feministas invaden el set de rodaje e incendian el camerino de Daniel, este golpea a Sandra por exponerlo y huye al ser informado de qué manifestantes están atacando la casa que comparte con su mujer e hijo. Ahí, Daniel es atacado por un contingente feminista y al darse a la fuga atropella a varias manifestantes y provoca un choque. Un grupo de personas junto con el contingente intenta linchar e inmolar a Daniel por el choque y la violación de Sandra, al darse cuenta de que será asesinado y no enfrentara la justicia varias feministas intentan proteger a Daniel de la multitud, este es escoltado por la policía y colocado en una patrulla donde un hombre le prende fuego, la multitud apaga las llamas y Daniel queda muy herido.
En la fiscalía, Sandra le revela a su abogado que grabó la conversación donde Daniel admite su culpabilidad. Una ginecóloga realiza el examen médico de Sandra para la denuncia y al preguntarle si se encuentra bien, Sandra rompe a llorar.
Un texto informa que en México el 97% de los abusos sexuales no se denuncian y de los que se denuncian solo el 5% llega a un juicio condenatorio para el agresor.
La grabación de Daniel admitiendo que no tenía el consentimiento de Sandra y la violó durante la toma se reproduce en los créditos finales.

## Reparto
- Alfonso Dosal como Daniel Zavala
- Fiona Palomo como Sandra Navarro
- Gerardo Tejoluna como Gerardo Villa, el director.
- Juan Pablo de Santiago como Luis Medina, el abogado de Sandra.
- Karla Coronado como Regina Torres, la asitente de dirección.
- Ana Karina Guevara como Patricia Morales, la abogada de Daniel.
- Mónica Jiménez como Mónica, la productora.
- Patricia Soto como Ximena, la vestuarista.

## Producción
La idea de la película se le ocurrió al director después de leer en una entrevista la historia de la violación real que sufrió la actriz Maria Schneider por parte del actor Marlon Brando durante el rodaje de El Último Tango a París con la complicidad del director Bernardo Bertolucci, Cuchí imagino una historia similar en un contexto actual tras la era del Me Too donde Brando y Bertolucci habrían sido arrestados y enfrentado el repudio público.

### Casting
La búsqueda de los actores para Sandra y Daniel tardó nueve meses en completarse, Fiona Palomo fue descubierta por el director en la serie Control Z y quedó fascinada tras leer el guion de la película, se le ofreció el papel del que sería su primer protagónico y aceptó. Alfonso Dorsal llamó la atención del director mientras producía un clip junto al también actor Gael García Bernal y se le ofreció el papel de Daniel.
Karla Coronado, Gerardo Trejoluna y Mónica Jiménez habían trabajado previamente con Cuchí en su debut cinematográfico 50 o Dos Ballenas Se Encuentran en la Playa y se unieron al elenco.

### Rodaje
La película se filmó en orden cronológico sin que todo el equipo hubiera leído el guion; estos se enteraron del tema de la película conforme avanzaba la producción. La fotografía principal se llevó a cabo en el municipio de Tultitlán en el Estado de México.

## Estreno
Un Actor Malo tuvo su estreno internacional el 3 de noviembre de 2023 en la Competencia Oficial del Tallinn Black Nights Film Festival en Estonia. El estreno en salas de cine mexicanas fue el 4 de abril de 2024 a través de Cinepolis Distribución.